# عین زاره
عین زاره (به عربی: عین زارة) یک منطقهٔ مسکونی در لیبی است که در طرابلس واقع شده‌است. عین زاره ۳۶ متر بالاتر از سطح دریا واقع شده‌است.